# George Atzerodt

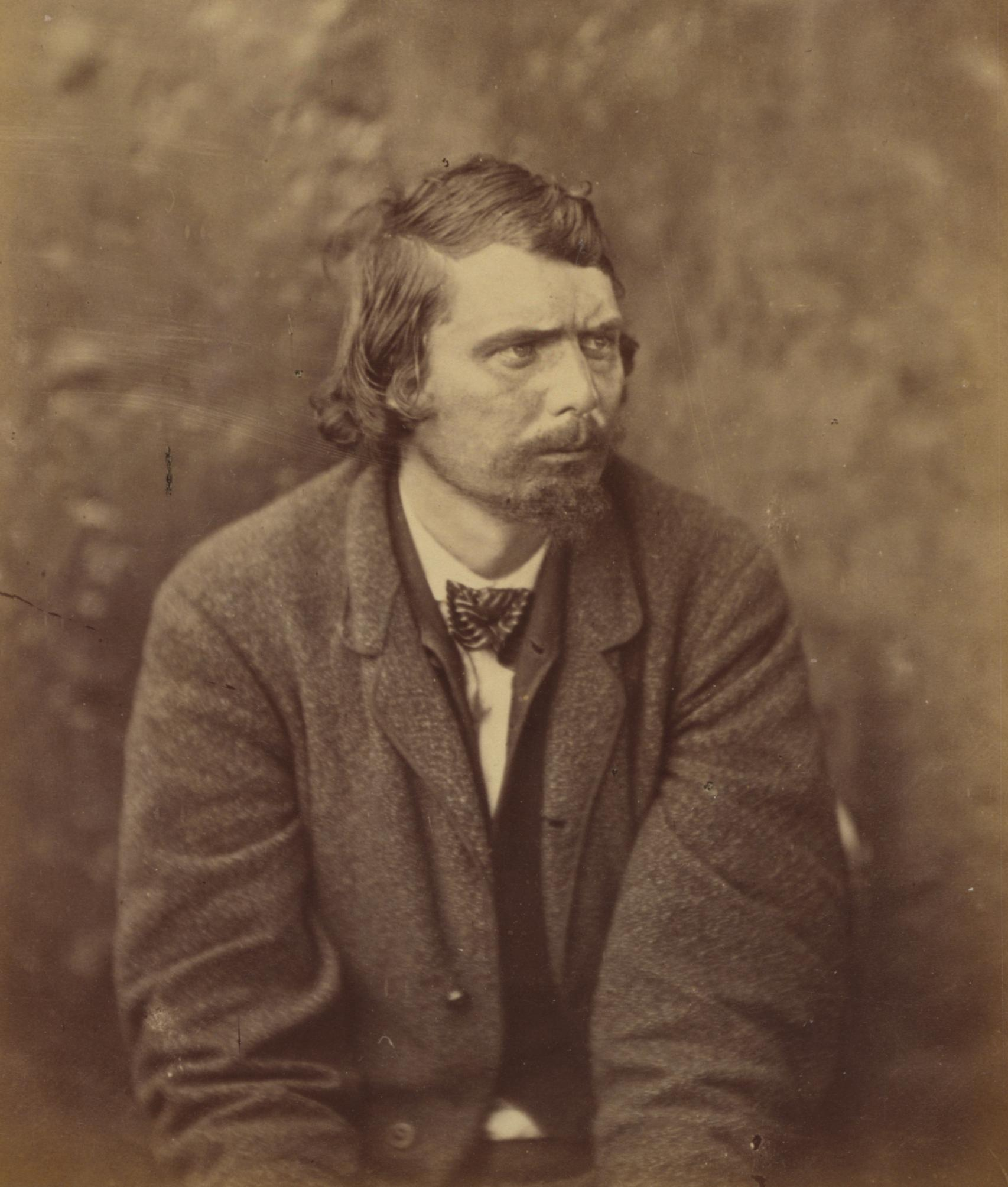
George Atzerodt (1865)

George Andreas Atzerodt (* 12. Juni 1835 in Dörna, heute Thüringen; † 7. Juli 1865 in Washington, D.C.) war ein deutschamerikanischer Verschwörer beim Attentat auf Abraham Lincoln.

## Die Verschwörung
Atzerodt emigrierte 1843 mit seiner Familie in die USA und eröffnete später mit seinem Bruder John eine eigene Wagenreparaturwerkstatt in Port Tobacco, Maryland. Einige Jahre später begegnete Atzerodt dem Lincoln-Attentäter John Wilkes Booth in Washington, D.C. Atzerodt war 1865 bereit, an einer Verschwörung zur Entführung von Präsident Abraham Lincoln teilzunehmen, wie er im Gerichtsverfahren am 1. Mai 1865 zugab. Nach Angaben der Staatsanwaltschaft bekam Atzerodt am 14. April 1865 von Booth seine Anweisung, Vizepräsident Andrew Johnson zu ermorden. Atzerodt buchte an diesem Morgen ein Zimmer im National Hotel, in dem sich sowohl Johnson als auch Booth aufhielten. Atzerodt konnte jedoch den Mut nicht aufbringen, Johnson zu ermorden. Er betrank sich in der Hotelbar und verbrachte die Nacht betrunken umherirrend in den Straßen von Washington, D.C.

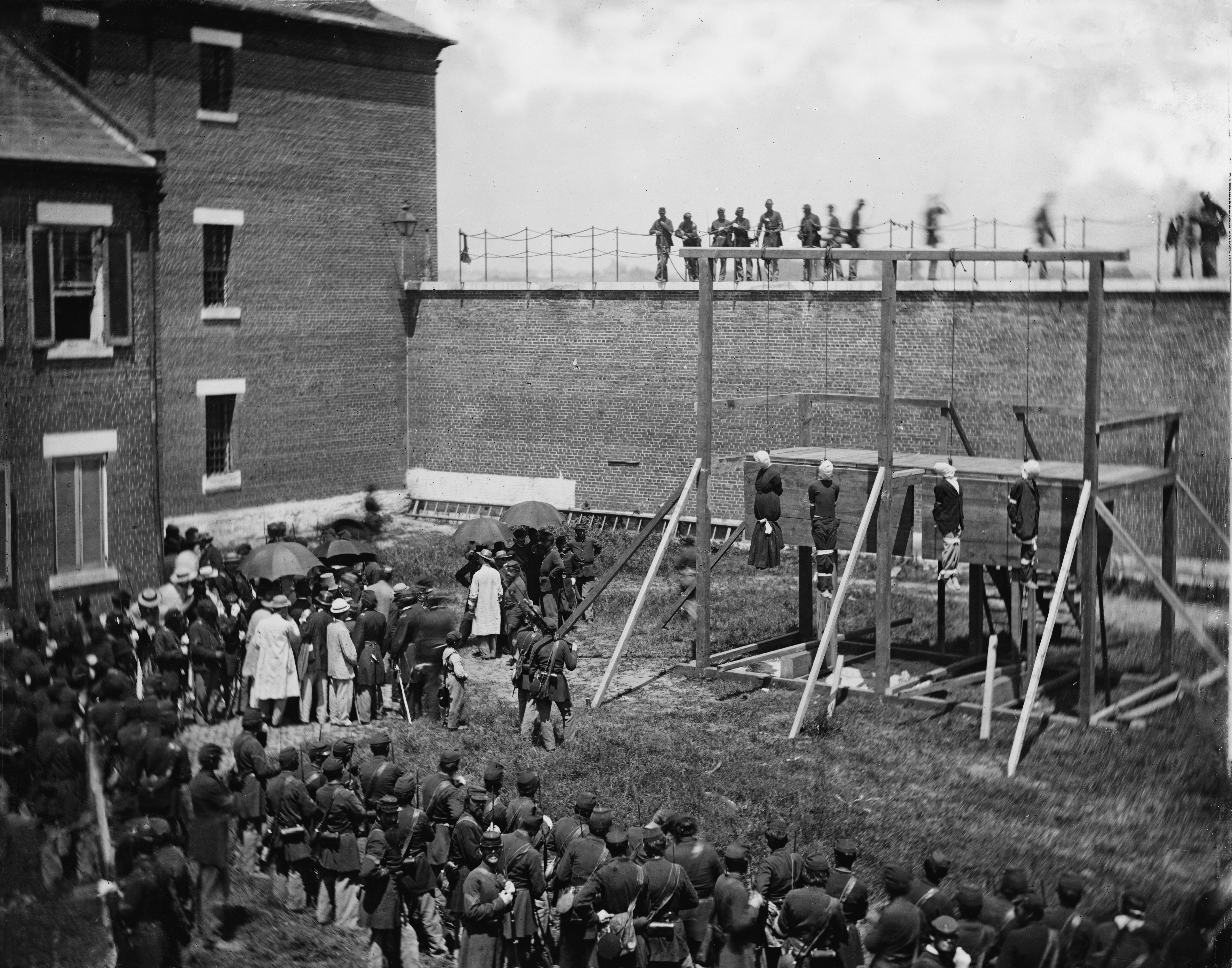
Hinrichtung der vier als Verschwörer verurteilten Mary Surratt, Lewis Powell, David Herold, und George A. Atzerodt, am 7. Juli 1865, in Fort Lesley J. McNair, Washington, D.C.

Während seines Aufenthalts im Hotel erkundigte sich Atzerodt nach dem Aufenthaltsort von Vizepräsident Johnson. Dies ließ am Tag nach der Ermordung Abraham Lincolns Verdacht aufkommen. Ein Angestellter des Hotels informierte die Polizei über einen „verdächtig aussehenden Mann in einem grauen Mantel“. Die Militärpolizei durchsuchte noch am 15. April Atzerodts Hotelzimmer und stellte fest, dass er am 14. April nicht in dem Zimmer geschlafen hatte; unter seinem Kopfkissen fand man einen geladenen Revolver und ein Bowiemesser. Darüber hinaus fand die Polizei in seinem Hotelzimmer ein Sparbuch, das seinem Mitverschwörer John Wilkes Booth gehörte. Atzerodt wurde am 20. April im Haus seines Cousins Hartman Richter in Germantown, Maryland verhaftet.
Atzerodts Anwalt William Doster sagte vor Gericht, dass er beabsichtige zu beweisen, dass George Atzerodt ein Feigling sei, dass, falls er wirklich mit der Aufgabe betraut worden sei, den Vizepräsidenten zu ermorden, er niemals dazu in der Lage gewesen wäre und daher Booth ihm wegen seiner bekannten Feigheit wahrscheinlich diese Aufgabe nicht übertragen habe. Dieser Argumentation war jedoch kein Erfolg beschieden. Atzerodt wurde ebenso wie die drei anderen mehr oder weniger überführten Verschwörer Mary Surratt, Lewis Powell und David Herold am 7. Juli 1865 in Washington, D.C. gehenkt. George Atzerodts letzte Worte waren: “May we all meet in the other world. God take me now.” (deutsch: „Mögen wir uns alle in der anderen Welt begegnen. Gott nehme mich nun auf.“)